# Heinrich Döpp-Vorwald
Heinrich Döpp-Vorwald  (* 25. April 1902 in Oberkirchen; † 23. August 1977 in Schmallenberg-Fredeburg) war ein deutscher Erziehungswissenschaftler, Philosoph, Autor und Hochschullehrer.

## Leben
Döpp-Vorwald war der älteste Sohn eines Landwirts und Gutsbesitzer aus Vorwald. Seine Eltern, Georg Franz Karl Döpp und die Hoferbin Maria Catharina Gertrud Droste Vorwald, hatten sechs Kinder. Heinrich Döpp-Vorwald besuchte das Marien-Gymnasium Werl und studierte ab 1920 unter anderem Erziehungswissenschaften und Philosophie in Münster, Marburg, Hamburg und Jena. Sieben Jahre später promovierte er an der Universität Jena zum Doktor der Philosophie. Anschließend war er bis 1940 Assistent an der Erziehungswissenschaftlichen Anstalt Jena. Nach der Habilitation bei Peter Petersen folgte eine Zeit als Privatdozent in Münster (Westfalen). Zwischenzeitlich wurde Döpp-Vorwald im Jahr 1933 Mitglied der NSDAP und der SA sowie mehrerer anderer Organisationen. Die Lehrtätigkeit von Döpp-Vorwald wurde während der Kriegsjahre mehrfach unterbrochen. 1941 wurde er in die Wehrmacht einberufen.
Der Entnazifizierungsausschuss in Münster stufte Döpp-Vorwald nach dem Krieg als Mitläufer ein. Er konnte deshalb im Jahr 1949 an der Universität Münster außerplanmäßiger Professor für Erziehungswissenschaft und Philosophie werden. 1961 wurde Döpp-Vorwald außerordentlicher Professor und drei Jahre später ordentlicher Professor für Pädagogik an der Universität Münster. 1970 folgte seine Emeritierung. Er verstarb im Alter von 75 Jahren.

## Publikationen
- Lebendige Bewegung und Menschbildung. Böhlau, Weimar 1929.
- Erziehender Unterricht und menschliche Existenz. Böhlau, Weimar 1932.
- Pädagogischer Realismus als Gegenwartsaufgabe. Böhlau, Weimar 1935.
- Erziehungswissenschaft und Philosophie der Erziehung. De Gruyter, Berlin 1941.
- Die Erziehungslehre Peter Petersens. Henn, Wuppertal / Ratingen / Kastellaun 1969, DNB 456470018.
- Grundfragen der Erziehungswissenschaft: Beiträge zur pädagogischen Anthropologie. Band 2, Henn, Kastellaun 1977, ISBN 3-450-03906-7.